# Ja te zovem da se vratiš/Volela sam tebe, dragi
Ja te zovem da se vratiš/Volela sam tebe, dragi je prva singl-ploča pevačice Merime Njegomir. Objavljena je 16. maja 1978. godine u izdanju Jugoton-a.

## Pesme
| Strana | Pesma                    | Autor                    |
| ------ | ------------------------ | ------------------------ |
| А      | Ja te zovem da se vratiš | Predrag Živković Tozovac |
| B      | Volela sam tebe, dragi   | Predrag Živković Tozovac |

## Spoljašnje veze
- Informacije na discogs.com